# Lužec (Raspenava)
Lužec (původně Mildeneichen) je bývalá osada na severu České republiky v Libereckém kraji. Původně se jmenovala Mildenaichen (v překladu nivička), ale v roce 1946 došlo z rozhodnutí československého ministra vnitra Václava Noska k přejmenování osady na Lužec. Ta se navíc v roce 1950 stala součástí nedalekého města Raspenavy a k 1. lednu 1980 přestala být evidována jako část obce.

## Popis
Osada leží ve Frýdlantském výběžku v údolí ohraničeném z východu Jizerskými horami a ze západu Dubovým vrchem (474 m n. m.). Údolím protéká řeka Smědá, do níž se zde pravostranně vlévá Libverdský potok. Řeku po jejím východním okraji lemuje silnice číslo II/290 a spolu s ní též neelektrifikovaná železniční trať číslo 038, která spojuje Raspenavu s Bílým Potokem. Na ní je – jižně od nechráněného železničního přejezdu, na němž trať křižuje silnice III/29013 – jednokolejná železniční zastávka Lužec pod Smrkem. Jihozápadně od ní roste památný strom Lužecký klen.

## Turismus a sport
Po jihozápadním okraji obce je vedena zelená turistická značka směřující sem z rozcestníku „Raspenava – bus“. Tato trasa končí na rozcestníku turistických tras nazývaném „Lužec“. Přes něj je vedena modře značená turistická trasa, která západním směrem stoupá k rozcestníku „Kámen osvobození“ a jihovýchodním na rozcestí „Hejnice – kostel“. Po totožné komunikaci na západní straně, kudy vede zelená a do Hejnic směřující modrá turistická značka, je vedena také cyklistická trasa číslo 3016.

## Galerie

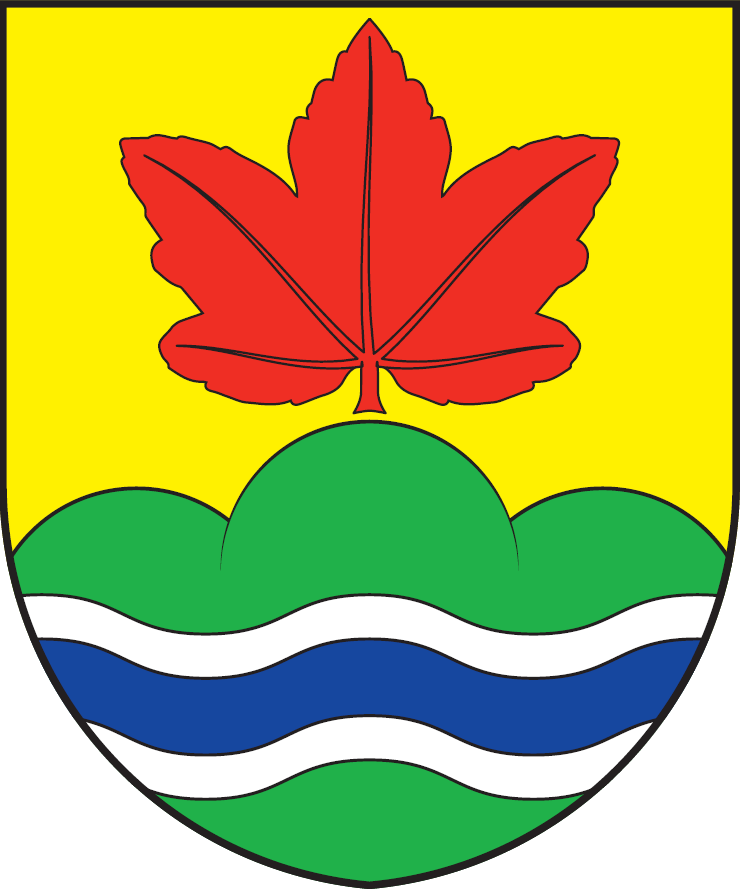
Znak